# Fanconi-Anämie
Die Fanconi-Anämie (FA) ist eine äußerst seltene Erbkrankheit und Form einer Anämie, die Kinder und Erwachsene jeglicher ethnischer Herkunft betreffen kann. Sie führt – über verschiedene Wege – sowohl zur verringerten Synthese von roten und weißen Blutkörperchen als auch zum übermäßigen Abbau dieser Zellen. Ihren Namen erhielt diese Krankheit nach dem Schweizer Kinderarzt Guido Fanconi.

## Klinisches Bild
Zu den typischen Merkmalen von FA können gehören: angeborene Fehlbildungen (beispielsweise an den Daumen (siehe auch Dreigliedriger Daumen-Polysyndaktylie-Syndrom), Unterarmen, Nieren, Speiseröhre, Hüften, Ohren oder dem Herz), kleine Statur, kleiner Kopfumfang, Rückbildung des Knochenmarks (schwere aplastische Anämie), Pigmentanomalien der Haut sowie ein extrem erhöhtes Risiko für Leukämien und solide Tumoren (insbesondere Schleimhautkarzinome). Früher verlief die Fanconi-Anämie so gut wie immer tödlich. Obwohl durch verbesserte Behandlungsmethoden das durchschnittliche Überlebensalter inzwischen deutlich gestiegen ist, brauchen FA-Patienten nach wie vor eine engmaschige und professionelle Betreuung und regelmäßige Vorsorgeuntersuchungen von erfahrenen Experten.
Mit zunehmendem Alter der Kinder kommt es fast immer zur Rückbildung des Knochenmarks (Beginn ab dem dritten bis fünften Lebensjahr). Die Ausprägung kann unterschiedlich schwer verlaufen. Häufig werden alle drei Blut-Zellreihen (weiße und rote Blutkörperchen und die Thrombozyten (Blutplättchen)) nicht mehr ausreichend gebildet. Die Kinder sind auffallend blass und oft schon nach kleinen Anstrengungen erschöpft. Zusätzlich fallen sie durch häufige Infektionen, übermäßig blaue Flecken, Nasen- oder Zahnfleischblutungen auf. Die größte lebensbedrohliche Gefährdung bei extrem niedrigen Blutwerten stellen Lungenentzündungen und Hirnblutungen dar. Nur durch regelmäßige Blutbildkontrollen und rechtzeitige Thrombozyten- und Erythrozytentransfusionen sowie, wenn nötig, fachgerechte Behandlungen mit Antibiotika, Anti-Virus- und Anti-Pilzmedikamenten können schwerwiegende Bedrohungen abgewendet werden. Zudem besteht ein erhöhtes Risiko der Entwicklung einer akuten myeloischen Leukämie.

## Genetik
Die Fanconi-Anämie ist primär eine autosomal rezessive Erbkrankheit, ein Chromosomenbruchsyndrom. Zurzeit sind 23 verschiedene Fanconi-Anämie-Untergruppen bekannt (Stand 2020). Die einzelnen Untergruppen werden nach Buchstaben des Alphabets benannt: Fanconi-Anämie A, B, C, D1, D2, E, F, G, I, J, L, M und N. Über 60 % der Fälle gehören zu Gruppe A, der Gendefekt liegt hier auf Chromosom 16q24.3 im Gen FANCA. Das Gen für die Untergruppe B (FANCB) stellt eine Ausnahme dar: Es befindet sich auf dem X-Chromosom. Von dieser Fanconi-Anämie-Untergruppe sind nur Jungen betroffen. Der Defekt, der die Krankheit auslöst, wird von der Mutter übertragen, die klinisch gesund, jedoch Konduktorin der Krankheit ist.
Das BRIP-1-Gen auf Chromosom 17q23.2, auch FANCJ genannt, ist für viele weitere Fälle der FA verantwortlich.
Bei allen anderen bisher entdeckten FA-Untergruppen kommt die Krankheit gleichermaßen bei Jungen und Mädchen vor. Sie kann nur entstehen, wenn beide Elternteile Träger eines Gendefekts in jeweils der gleichen FA-Untergruppe sind. Nur wenn diese Voraussetzung erfüllt ist, besteht bei jeder Schwangerschaft ein 25%iges Risiko, dass das Kind betroffen ist. Auch diese Eltern erfahren in der Regel erst dann von ihrem verdeckten Gendefekt, wenn eines ihrer Kinder mit Fanconi-Anämie diagnostiziert wird.

## Epidemiologie
Schätzungsweise kommen auf eine Million Geburten etwa fünf bis zehn Neuerkrankungen. Zurzeit dürften in Deutschland etwa 200 bis 300 Betroffene leben. Nur wenige Ärzte haben ausreichende Erfahrungen mit den Erkennungsmerkmalen der Fanconi-Anämie. Es muss damit gerechnet werden, dass noch immer etliche FA-Patienten relativ spät oder überhaupt nicht diagnostiziert werden. Eine genetische Beratung und genetische Tests empfehlen sich für alle Familien, in denen die FA bereits vorgekommen ist. In Ländern oder Kulturen, in denen Verwandtenehen deutlich häufiger als in Deutschland geschlossen werden, liegt der Anteil an FA-Patienten höher.

## Therapie
Behandlungen mit Androgenpräparaten (Medikamente, die synthetisch hergestellte männliche Hormone enthalten) können bei der Mehrzahl der Patienten die Blutbildung für Monate bis Jahre stabilisieren. Treten schwerwiegende Nebenwirkungen auf, müssen die Medikamente reduziert oder abgesetzt werden. Die Überlebenswahrscheinlichkeit von FA-Patienten bei einer Knochenmarktransplantation lag laut Auskunft der Berliner Charité aus dem Jahr 2006 bei über 60 bis 70 % bei Fremdspendern und über 80 bis 90 % bei Geschwisterspendern, wobei das Protokoll bei der Vorbehandlung vor Knochenmarktransplantationen (Art und Dosis der Chemotherapie oder Bestrahlung) oder das Alter der Patienten (jüngere FA-Patienten tolerieren die Behandlung oft deutlich besser) eine signifikante Rolle bei den Erfolgsaussichten spielen.
FA-Patienten, die auf Dauer eine Knochenmarktransplantation überstanden haben, sind von den Blutbildungsstörungen geheilt. Zellen, die nicht dem (fremden) blutbildenden System angehören, sind weiterhin vom Defekt betroffen. Die Zellreparaturfunktion bleibt gestört. Die Patienten zeigen daher auf Lebenszeit ein stark erhöhtes Krebsrisiko, insbesondere für Schleimhauttumoren (vor allem in Mund, Rachen, Speiseröhre und im Genitalbereich). Sie müssen sich wie auch FA-Patienten ohne Knochenmarktransplantation regelmäßigen Kontrollen unterziehen, damit Veränderungen rechtzeitig diagnostiziert und umgehend behandelt werden können. Die Forschung ist sich aktuell noch nicht im Klaren, ob das erhöhte Krebsrisiko bei transplantierten FA-Patienten als Nachwirkung der Behandlung zur Zerstörung ihres eigenen Knochenmarks vor der Transplantation (heute in Deutschland meist nur noch individuell angepasste Chemotherapie, früher Chemotherapie und Bestrahlungen) zu verstehen ist.